# Tren Nos-Estación Central
Tren Nos-Estación Central, denominado hasta mayo de 2021 como Metrotren Nos (denominado anteriormente Nos Express) es un servicio de tren urbano que une la Estación Central de Santiago con la localidad de Nos, en la comuna de San Bernardo. Es operado por la empresa de capitales estatales EFE a través de su filial EFE Central. Forma parte de la Red Metropolitana de Movilidad, manteniendo los mismos tramos tarifarios del Metro de Santiago.

## Historia

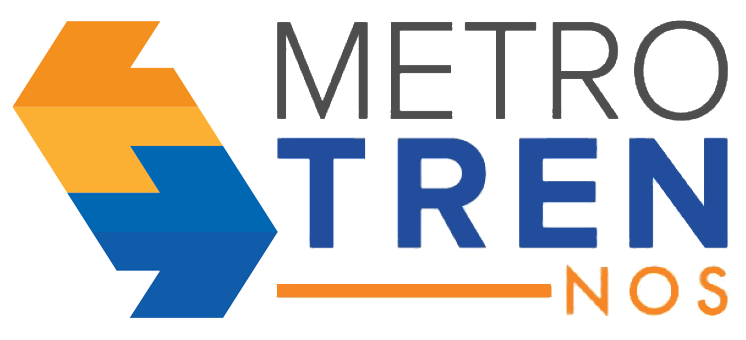
Logotipo utilizado entre 2017 y 2021.

Fue concebido dentro del plan de revitalización de los servicios de pasajeros de la Empresa de los Ferrocarriles del Estado en el año 2012 bajo el gobierno del presidente Sebastián Piñera. Para ello se reformuló el antiguo servicio Metrotren, que recorría desde Santiago a San Fernando, en la Región del Libertador General Bernardo O'Higgins.
Su construcción se inició hacia finales de 2012. Según los planes originales de EFE, contaría con una vía compartida con el servicio Tren Rancagua-Estación Central y estaría operativo hacia 2014. Además, se anunció que estaría integrado a Transantiago mediante la Tarjeta Bip!, hecho que se consolidó al iniciarse su operación. Sin embargo, el proyecto original no se concretó como estaba previsto, de las 3 vías que tendría paso a 4. Esto se hizo para diferenciar ambos servicios Metrotren que construía la empresa estatal.
El 17 de marzo de 2017, en una ceremonia efectuada en la Estación Central encabezada por la Presidenta Michelle Bachelet y las principales autoridades, tanto de la empresa Tren Central como de los ministerios relacionados, se dio inicio a la marcha blanca con pasajeros. Estas pruebas, en las que se efectuaba apertura al público desde las 10:00 hasta las 17:30, buscaban ajustar los detalles del servicio. La frecuencia de trenes en esta etapa llegaba a los 20 minutos.
Con el transcurso del tiempo, se fue extendiendo el horario de funcionamiento, primero hasta las 21:00 y luego a las 23:00, manteniendo la frecuencia de trenes y horario de funcionamiento. Finalmente se consolidó el horario de operación del servicio, el cual fue establecido a las 06:00 horas de lunes a viernes, el sábado de a contar de las 07:00 y el domingo desde las 08:00, todos con el mismo horario de término fijado a las 23:00. También se vio un aumento paulatino de la frecuencia inicial de los trenes quedando en la actualidad en 6 minutos en horas punta y 12 en horario valle.
Desde el 2 de noviembre de 2017, pasa a estar conectado con la Línea 6 del Metro de Santiago en la estación Lo Valledor, la cual es un punto de intercambio modal. Con esta conexión, este servicio de trenes cuenta con dos combinaciones con el Metro de Santiago, siendo la primera de ellas la Estación Central.
Tras un año de funcionamiento el servicio recibió una nota 6,3 de una escala de 1 a 7 por parte del público general. Además, transportó a más de 8 millones de personas durante su primer año de funcionamiento.
Durante las protestas ocurridas en 2019, la estación Pedro Aguirre Cerda sufrió un incendio, mientras que la estación Lo Espejo fue cercada con barricadas incendiarias. El servicio continuó en funcionamiento no deteniéndose en estas estaciones. El 22 de octubre de 2019 los trenes comenzaron a detenerse en todas las estaciones del trayecto.
El 24 de mayo de 2021 el servicio cambió de nombre, abandonando la denominación de «Metrotren Nos» y adoptando el nombre genérico de «Tren Nos-Estación Central».

## Tarifas y métodos de pago
El pasaje del servicio Tren Nos-Estación Central está integrado a la tarifa de la Red Metropolitana de Movilidad, teniendo los mismos precios del Metro de Santiago en los diferentes tramos de horarios (valle, alto y bajo); además es posible realizar transbordo entre cualquiera de las modalidades de transportes disponibles, es decir, servicios de buses y de metro dentro de un rango establecido de tiempo, las cuales se cancelan exclusivamente con la tarjeta bip!. Los valores vigentes a la fecha son:
| Bloques horarios | Horario punta07:00 - 08:59 18:00 - 19:59 | Horario valle09:00 - 17:59 20:00 - 20:44 Sáb, dom y fest. | Horario bajo06:00 - 06:59 20:45 - 23:00 |
| ---------------- | ---------------------------------------- | --------------------------------------------------------- | --------------------------------------- |
| General          | CLP 870                                  | CLP 790                                                   | CLP 710                                 |
| Estudiante       | CLP 250                                  | CLP 250                                                   | CLP 250                                 |
| Adulto mayor     | CLP 370                                  | CLP 370                                                   | CLP 370                                 |

En el caso de la tarifa Estudiante, para los estudiantes de Educación Básica, el acceso es gratuito, mientras que para la Educación Media y Superior tiene el costo esa de CLP230 por medio de la Tarjeta Nacional Estudiantil (TNE) entregada por el Ministerio de Educación de Chile como tarjeta inteligente para tarifa integrada.[cita requerida]
En julio de 2020 se anunció una nueva tarjeta de pago para los adultos mayores. Esta tarjeta, denominada Bip! Adulto mayor, se puede utilizar también en buses y metro y su tarifa tiene un costo de CLP360.

## Estaciones
Las estaciones, en el sentido de norte a sur, son las siguientes:
| Estación            | Inauguración             | Acceso para discapacitados | Ubicación                              | Comuna              | Comb.      | Estación                  | Posición    |
| ------------------- | ------------------------ | -------------------------- | -------------------------------------- | ------------------- | ---------- | ------------------------- | ----------- |
| Estación Central    | 17 de marzo de 2017      | Acceso para discapacitados | Av. Libertador Bernardo O'Higgins 3170 | Estación Central    | ·          | Terminal y de combinación | Superficial |
| Lo Valledor         | 21 de septiembre de 2017 | Acceso para discapacitados | Alcalde Carlos Valdovinos 3295         | Pedro Aguirre Cerda |            | De combinación            | Superficial |
| Pedro Aguirre Cerda | 17 de marzo de 2017      | Acceso para discapacitados | Pinto de la Fuente frente al 5174      | Pedro Aguirre Cerda |            | De paso                   | Superficial |
| Lo Espejo           | 17 de marzo de 2017      | Acceso para discapacitados | Av. Clotario Blest frente al 7135      | Lo Espejo           |            | De paso                   | Superficial |
| Lo Blanco           | 17 de marzo de 2017      | Acceso para discapacitados | Lo Blanco 600                          | El Bosque           |            | De paso                   | Superficial |
| Freire              | 17 de marzo de 2017      | Acceso para discapacitados | Balmaceda 05                           | San Bernardo        |            | De paso                   | Superficial |
| San Bernardo        | 17 de marzo de 2017      | Acceso para discapacitados | Arturo Prat 495                        | San Bernardo        | [ nota 3 ] | De combinación            | Superficial |
| Maestranza          | 17 de marzo de 2017      | Acceso para discapacitados | Av. Portales 1181                      | San Bernardo        |            | De paso                   | Superficial |
| 5 Pinos             | 17 de marzo de 2017      | Acceso para discapacitados | Av. Portales 2736                      | San Bernardo        |            | De paso                   | Superficial |
| Nos                 | 17 de marzo de 2017      | Acceso para discapacitados | Av. Portales 4175                      | San Bernardo        |            | Terminal                  | Superficial |

## Ficha técnica Tren Nos-Estación Central
- Comunas terminal: Estación Central - San Bernardo
- Trazado:
  - Alameda: 1 estación
  - Maipú: 2 estaciones
  - Clotario Blest: 1 estación
  - Avenida Ochagavía: 1 estación
  - Avenida Pinto: 1 estación
  - Barros Arana: 1 estación
  - Avenida Portales: 3 estaciones
- Método constructivo:
  - Estación Central - Nos: trinchera.
- Fechas de inauguración:
  - Estación Central - Nos: 17 de marzo de 2017.
  - Lo Valledor: 21 de septiembre de 2017.

## Material rodante
En octubre de 2012 se dio a conocer que Alstom se había adjudicado la fabricación de nuevos trenes para EFE. Para ello construiría 12 nuevos convoyes modelo X'Trapolis Modular por un costo de USD 68 millones.
El primer tren fue despachado desde Bilbao el 10 de septiembre de 2013. Asimismo se anunció de la compra de 12 trenes adicionales a los 12 ya adquiridos, completando 24 trenes. De estos 16 serían para el Tren Nos-Estación Central.
El 19 de octubre de 2013, arribó al puerto de San Antonio el primer tren. Este fue trasladado de inmediato hasta la maestranza San Eugenio por via terrestre. En julio de 2014 arribaron los siguientes dos convoyes, comenzando así la llegada paulatina del material rodante.
El 24 de enero de 2022, desembarcaron 2 nuevos trenes, de un total de 6, en el puerto de San Antonio. Lo anterior en el marco del aumento de la flota de este servicio de trenes.
En la actualidad, el Tren Nos-Estación Central cuenta con 22 trenes formados por 2 coches cada uno. Estos poseen una capacidad de 512 pasajeros.